# شاتو دي مانتونن
شاتو دي مانتونن هو شاتو يقع في إقليم أور ولوار،فرنسا.المبنى مدرج في المعالم التاريخية في فرنسا منذ 1944.